# Ancyloceratina
A heteromorf ammoniteszek megnevezés egy gyűjtőfogalmat takar, amelyet olyan ammonitákra használunk, amelyek házfelépítése eltért a szabályos spirálformától. Az Ancyloceratina alrend képviselői, valamint a triász kori mellékalakok tartoznak ide. Törzsfejlődéstani értelemben nem alkotnak szorosan összetartozó származási csoportot, mivel több, egymástól független esetben is kialakultak szokatlan alakú ammonitesz-típusok. Ismerünk szabálytalan fajokat a triász, a jura és a kréta időszakokból is. Nagy fajszámban a kréta időszakban, elsősorban a késő krétában éltek a tengerekben.

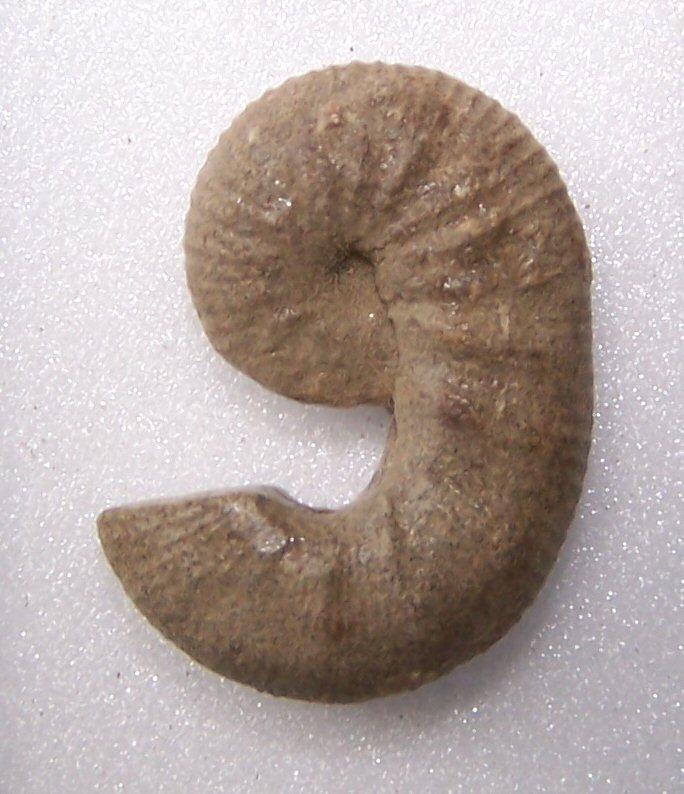
Scaphites sp., 2,8 cm

## Eltérések a szabályos ammonita-háztól
A szabályostól legegyszerűbben eltérő házalak a kanyarulatok fellazulásával jött létre. A fejlődés következő fokán a ház egyes szakaszai kitekeredtek és egyenessé váltak.
A szabályos ammonita váz egy oldal-az-oldalhoz irányú tengely körül felcsavarodott egyenes, egyre szélesedő csőként fogható fel, ahol a kanyarulatok nem emelkednek ki a középsíkból, logaritmikus spirálhoz közel álló alakzatot formálva. A szomszédos kör kanyarulatai érintkeznek, egymásra simulnak. A kanyarulatok teljesen fedhetik vagy szabadon is hagyhatják a korábbiakat, a kettő között számos átmenet létezik. A Phylloceras formakör tagjainak házán szemmel csak az utolsó kanyarulat látható, a Lytoceras esetében a kezdő kamráig követhető a ház kialakulása. A heteromorf ammoniták abban különbözhetnek a „normál” típusoktól, hogy 1. a ház csigaházszerűen, vertikális tengely körül csavarodik, vagy 2. a szomszédos kanyarulatok nem érintkeznek egymással, 3. a ház valamilyen mértékben kicsavarodik (számos átmenet létezik) de mindvégig megmarad a szabályos spirál alakzat, 4. a váz kicsavarodik és eltér a logaritmikus spiráltól, kampószerűen visszahajlik vagy más módon eltér, 5. a váz teljesen egyenessé válik, 6. különleges, gombolyag-szerű házformák jönnek létre.
- Ad1. A felső triász Cochloceras fischeri és a középső kréta Turrilites costatus váza csigaszerűen csavarodott fel. A Turrilites esetében bordázat díszíti a házat.
- Ad2. A felső triász Coristoceras marshi háza lazán kicsavarodott, a szabályos ammonitesz formától nem sokban tér el. Külsőre a Spirula vázára hasonlít. Az alsó kréta Crioceras duvalianus háza már nagyobb mértékben csavarodott ki.
- Ad3. Az alsó-dogger Spiroceras bifurcatum még mindig logaritmikus spirált követ, de a kanyarulatok eltávolodása már olyan nagy mértékű, hogy alig emlékeztet a klasszikus ammonitesz formára.
- Ad4. A további kitekeredés folyamán egyes típusok házformája szabálytalanná vált, valószínűleg a praktikusabb helykihasználás vagy más, jelenleg ismeretlen ok miatt. Tipikus példa a Hamites rotundatus, amelynek kezdeti része egy parabolavonalban tekeredő váz, ami egy fél kanyarulat után megtöretik, majd újból enyhe ívben, majdnem egyenes vonalban folytatódik a következő félfordulat megtételéig, ahonnan a folyamat indul először. A Hamites vázak az állat élete során általában valamivel több, mint ¼-ed fordulatot értek el. Az Ancyloceras matheroni kezdő 2 kanyarulata egy lazán becsavarodott ammonita-váz, ami ettől kezdve (általában egy fél kanyarulat megtétele után) a Hamiteshez hasonló módon növekszik tovább. A Heteroceras astierianum háza az Ancyloceraséhoz volt hasonló, a kezdő első kanyarulat azonban kissé kiemelkedik a ház fősíkjából. A felső kréta Scaphites aequalis háza sajka alakú, általában 1 és ½ fordulatnyi és a kezdő kanyarulat felcsavarodik, a maradék ½ megvastagszik és a Hamiteshez hasonlóan, pásztorbot-szerűen visszahajlik.
- Ad 5. A felső kréta időszaki Baculites anceps esetében a váz teljesen egyenessé vált, az ősi Bactritesekhez hasonló módon. A varratvonalak is leegyszerűsödtek.
- Ad 6. felső kréta Nipponites mirabilis házformája első látásra szabálytalannak látszik, a valóságban egy bonyolult, több tengely körül csavarodó térbeli spirálalakzat, aminek hatására az állat háza kötélkupac-szerű látványt nyújt.

## Az erősen evolut házak matematikája

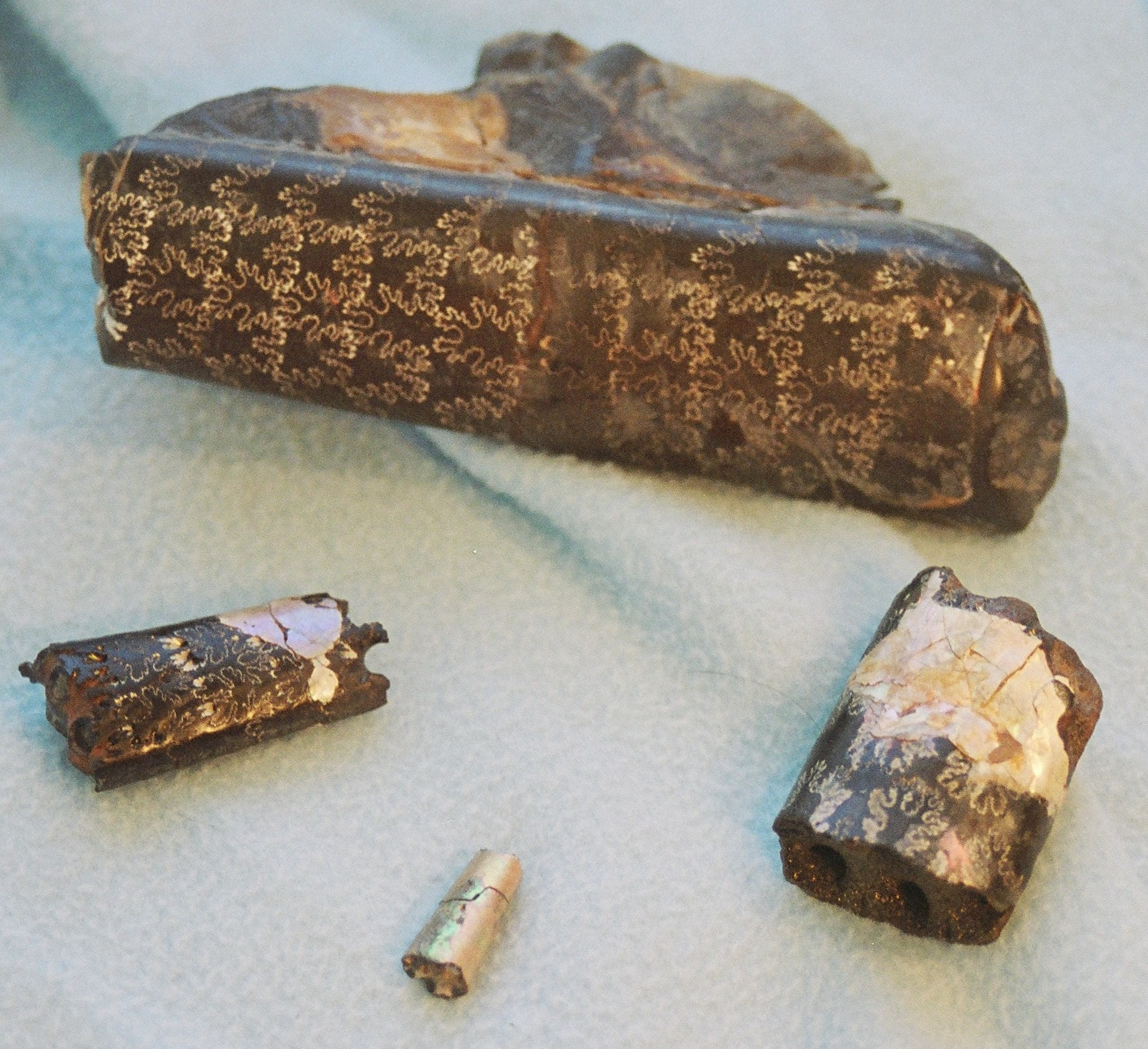
Baculites sp., 2.8 cm. b=0

Bármilyen meglepő, számos mellékalak erősen kitekeredett (evolut) háza könnyen levezethető a normál logaritmikus spirálból (bővebben lásd: logaritmikus spirál).
Az ammonita házakra is alkalmazható a logaritmikus spirál polárkoordinátákkal felírt egyenlete:
{\displaystyle r=ae^{b\theta }\,}
vagy
{\displaystyle \theta ={\frac {1}{b}}\ln(r/a),}
Paraméteres alakban a görbe egyenletrendszere:
{\displaystyle x(t)=r\cos(t)=ae^{bt}\cos(t)\,}
{\displaystyle y(t)=r\sin(t)=ae^{bt}\sin(t)\,}
ahol a és b valós szám.
A logaritmikus spirál legfőbb ismertetőjegye (az arkhimédészi spirállal szemben), hogy egy tetszőleges pontjába a pólusból húzott sugár és a ponthoz tartozó érintő {\displaystyle \alpha } szöge állandó:
{\displaystyle \alpha ={\text{arc ctg(b)}}\,}
Ezért a b paramétertől függ , hogy milyen gyorsan „tágul” a spirál és hogy melyik irányba csavarodik. Speciális esetben , ha a b = 0, a spirál a sugarú körré fajul. Ha a b paraméter végtelenhez tart, a spirál egyeneshez közelít. A természeti alakzatokban a b sok esetben a phi számot követi, vagy annak egész számú többszöröse. Ennek értelmében a normál ammonita-spirálból úgy kapjuk meg a kitekeredett változatot, ha a kamraszélességet megtartva növeljük a b értékét. Ilyenek a következők:
- Spiroceras bifurcatum (alsó dogger)
- Crioceras duvalianus (alsó kréta)

Egyes fajok háza teljesen egyenessé vált, hasonlóan az ősi Orthoceras-félékhez. Ezek egész egyszerűen úgy képzelhetőek el, hogy a b paraméter értéke →∞. Ebbe a csoportba sorolható:
- Baculites anceps (felső kréta)

Természetesen sok Ancycloceratina típusnál további transzformációk is szükségesek a változások levezetéséhez. Ennek legegyszerűbb módja, hogy egyes kitekeredett házak továbbfejlődését úgy képzelhetjük el, hogy a spirális házat egy adott irányban erősen elnyújtjuk, azaz a spirál 2 gyújtópont (origo) körül forog körbe. Az Ancycloceratinák nagy része ilyen:
- Ancycloceras matheroni (felső kréta)
- Heteroceras astierianum (alsó kréta)
- Hamites rotundatus (középső kréta)

## Életmódjuk

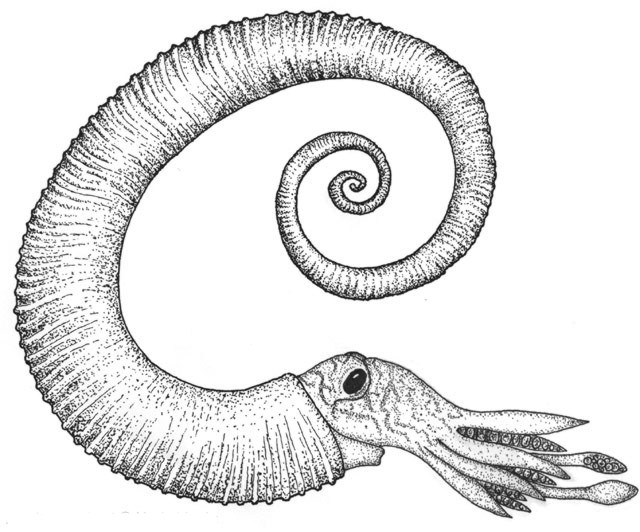
Hamites sp.

A házak alakja már régóta számos találgatásra és feltételezésre adott okot funkciójukat illetően. A Bactrites-féle ammonita-ősök váza még egyenes volt, majd a devon és karbon időszaki leletek egyértelműen mutatják, hogyan csavarodott fel az ammonita-spirál. A földtörténeti ókor ordovícium-szilur időszakaiban az egyenes vázú ősök túlsúlya után a paleozoikum második felére a felcsavart vázú Nautiloideák és Ammonoideák váltak jellemzővé, a fennmaradt Belemnoidea jellegű egyenes vázú formák mellett. Valószínűnek látszik, hogy a váz betekeredése praktikus volt, ami mechanikai védelmet nyújtott a hosszúra nyúlt váz törékenysége ellen. Mivel a fejlábúak vázában pontos egyensúly érvényesült a gázok, folyadékok és szilárd alkotók egyensúlyában, a váz vízszintes irányának megtartása végett, ha egy ragadozó vagy valamilyen mechanikai inzultus tönkretette a váz hátsó részét, a mechanikai egyensúly megbomolhatott, ami az állat vesztét jelenthette még akkor is, ha maga a lágy test nem sérült. Az egymástól eltérő módon és függetlenül felcsavarodott Nautiluszok és ammoniteszek háza valójában adaptív válaszként jött létre. Az egyenes vázú formák a váz folyamatos redukciójával, s a lágy testbe kerülésével válaszoltak az evolúciós kihívásra. A fentebbiek értelmében nehezen érthető, miért tért el a kréta időszaki típusok közül igen sok a szabályos spiráltól.
Nehezen érthető, hogy egy visszahajló, gemkapocs alakú házzal hogyan lehetett úszni vagy elmenekülni egy támadó elől. A házak alakjának elemzésével az alábbi lehetőségek képzelhetők el:
- 1. A Cochloceras fischeri és a Turrilites costatus csigaszerűen felcsavarodott háza nem lehetett alkalmas úszásra, legfeljebb lebegésre. Elképzelhető, hogy ezek az alakok az aljzaton keresgéltek táplálék után és veszély esetén elemelkedtek a tengerfenékről. Egy másik lehetőség, hogy planktonikus életmódot éltek a világtengerekben. Megjegyzendő, hogy ennek kissé ellentmond, hogy maradványaik sekély tengeri üledékekben a leggyakoribbak.
- 2. A Coristoceras marshi és a Crioceras duvalianus háza olyan, hogy viselőjük akár más ammoniteszek úszó életmódját is követhette, azonban rossz úszók lehettek, mivel a fellazult kanyarulatok mögött örvények képződnek. Planktonikus lények lehettek vagy az aljzaton keresgéltek táplálék után.
- 3. A Spiroceras bifurcatum, a Hamites, az Ancyloceras matheroni, a Heteroceras astierianum és a Scaphites aequalis házai aktív úszást nem tettek lehetővé. Nagy elterjedési területük miatt valószínű, hogy ezek az alakok passzívan úszó formák lehettek, sodródtak a tengeráramlatokkal, valamint nagy mélységek között liftezhettek, esetleg követve a planktonszervezetek diurnális vertikális vándorlását, mint ahogy azt ma a kalmárok teszik. Lehetséges, hogy egyes fajaik fejjel lefelé keresték az aljzaton a táplálékot (ez a csigaszerű házzal bíró formáknál valószínűbb).
- 4. A Baculites anceps teljesen kitekeredett váza a tintahalakhoz hasonló mozgású állatra enged következtetni.
- 5. A Nipponites mirabilis házformája annyira egyedülálló, hogy egyesek régebben azt feltételezték, hogy helytülő alak volt. Bár ez a lehetőség nem vethető el, a házon az aljzathoz rögzültség nyomait nem mutatták még ki. Úszásra képtelen lehetett, legfeljebb lebegő életmód képzelhető el.
- 6. Továbbá lehetséges, hogy bár az Ammonitákat ugyan külső vázas fejlábúakként tartjuk számon, de néhány fajuk (részben) belső vázassá vált volna. Belső vázasság képzelhető el a kis, sajka alakú vázáról könnyen felismerhető Scaphites aequalis és a szintén kis méretű, lazán felcsavarodott vázú Coristoceras marshi és az egyenes vázú Baculites anceps esetében is. Mivel ma élő rokonaik nincsenek, a kérdés nehezen dönthető el.

## Degeneráció vagy magas szintű diverzifikáció?
Korábban feltételezték, hogy a felső triász és kréta időszaki ammoniták körében észlelhető eltérések a szabályosságtól valamilyen "fajelöregedési folyamat" jelei lennének. El is nevezték ezeket a formákat "mellékalakoknak". Ebben a felfogásban a dinoszauruszok nagyra növése (ahogy azt régen hitték) kihalásuk előhírnöke lett volna. Valójában a neoammonita ágak körében már a jura doggerében is jelentkeznek kitekeredett vázú alakok, s az egész kréta folyamán viszonylag nagy számban előfordultak. A bakonyi "turriliteses márga" is középső kréta korú, azaz keletkezése korban mintegy 30 millió évvel megelőzte a dinoszauruszok kipusztulását. Másrészt, a krétában számos, teljesen szabályos ammonitesz élt. Ezért inkább úgy gondolhatjuk, hogy itt az ammoniteszek krétakori, nagyarányú adaptációjával állunk szembe, aminek nem volt ok-okozati köze a kréta végi kihalásukhoz. A Kréta–tercier kihalási esemény nem csak az Ancyloceratinákat érintette végzetesen, hanem más, fogalmaink szerint szabályos ammoniteszeket is.

## Galéria

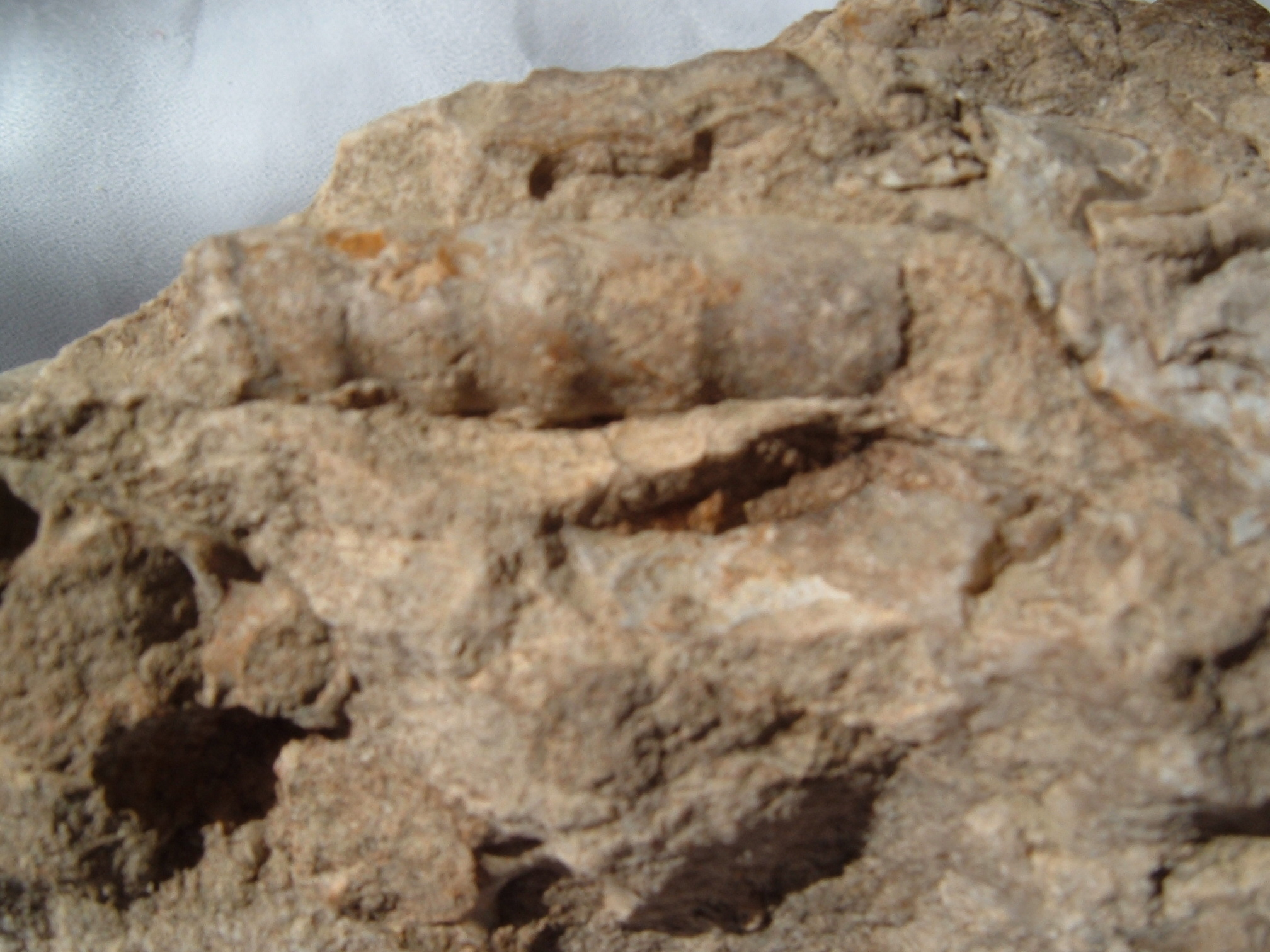
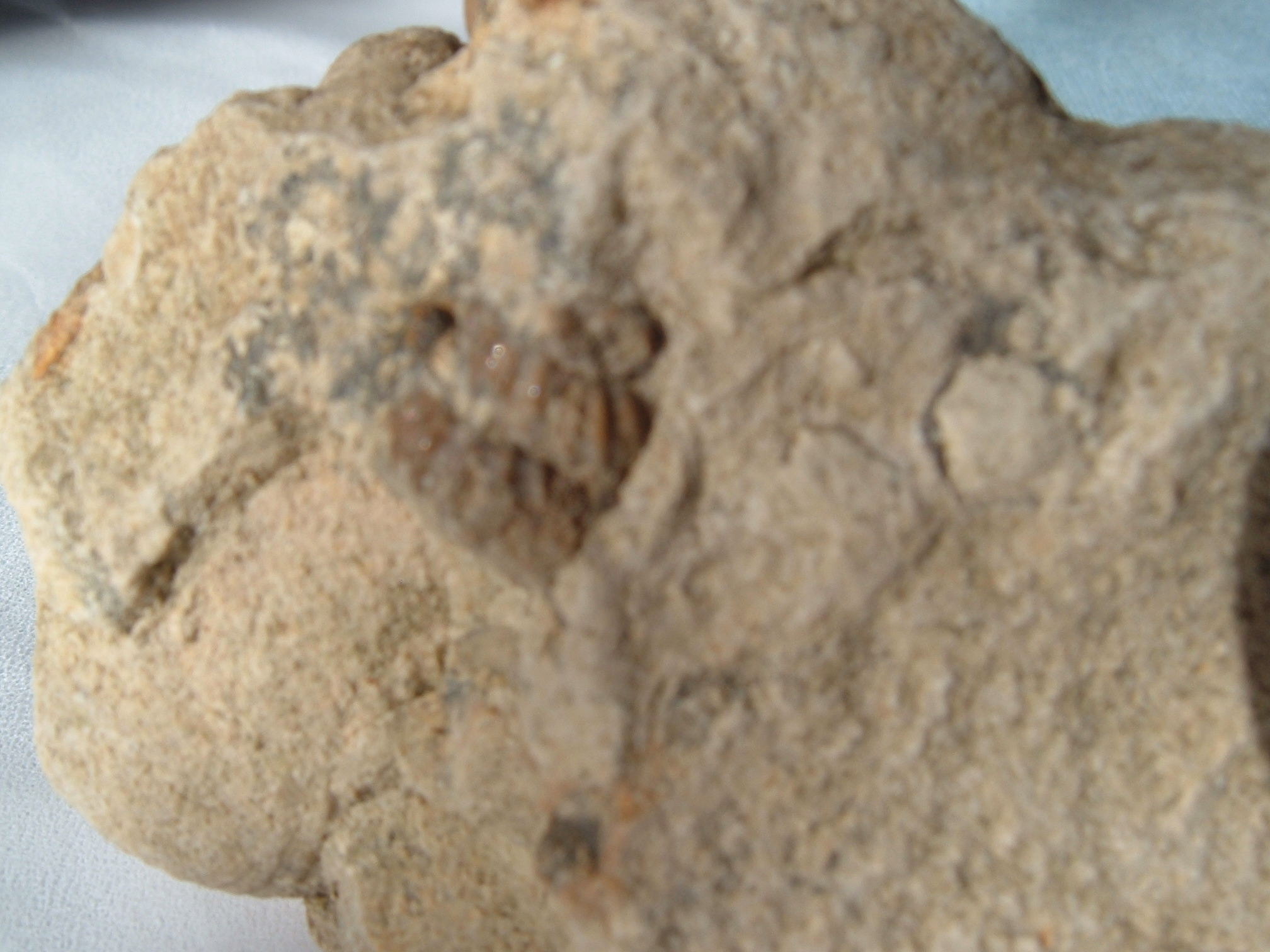